# Stoll-Géraudel-Chauvin-Syndrom
Das Stoll-Géraudel-Chauvin-Syndrom ist eine sehr seltene  angeborene, zu den Syndromalen X-chromosomalen mentalen Retardierungen zählende Erkrankung mit den Hauptmerkmalen Geistige Behinderung, Kleinwuchs und Hypertelorismus.
Synonyme sind: Geistige Retardierung, X-chromosomale - Kleinwuchs – Hypertelorismus; englisch Intellectual disability-short stature-hypertelorism syndrome
Die Bezeichnung bezieht sich auf die Autoren der Erstbeschreibung aus dem Jahre 1991 durch die französischen Ärzte Claude Stoll, André Géraudel und Annick Chauvin.
Die Eigenständigkeit des Syndromes ist nicht gesichert, eventuell kann es zum FG-Syndrom gezählt werden.

## Verbreitung
Die Häufigkeit wird mit unter 1 zu 1.000.000 angegeben, bislang wurde eine Familie über drei Generationen beschrieben. Ursache und Vererbungsmodus sind nicht bekannt.

## Klinische Erscheinungen
Klinische Kriterien sind:
- geistige Behinderung
- Kleinwuchs
- Gesichtsauffälligkeiten mit prominenter Stirn, Hypertelorismus, breiter Nasenspitze und nach vorne weisenden Nasenlöchern